# Quinio

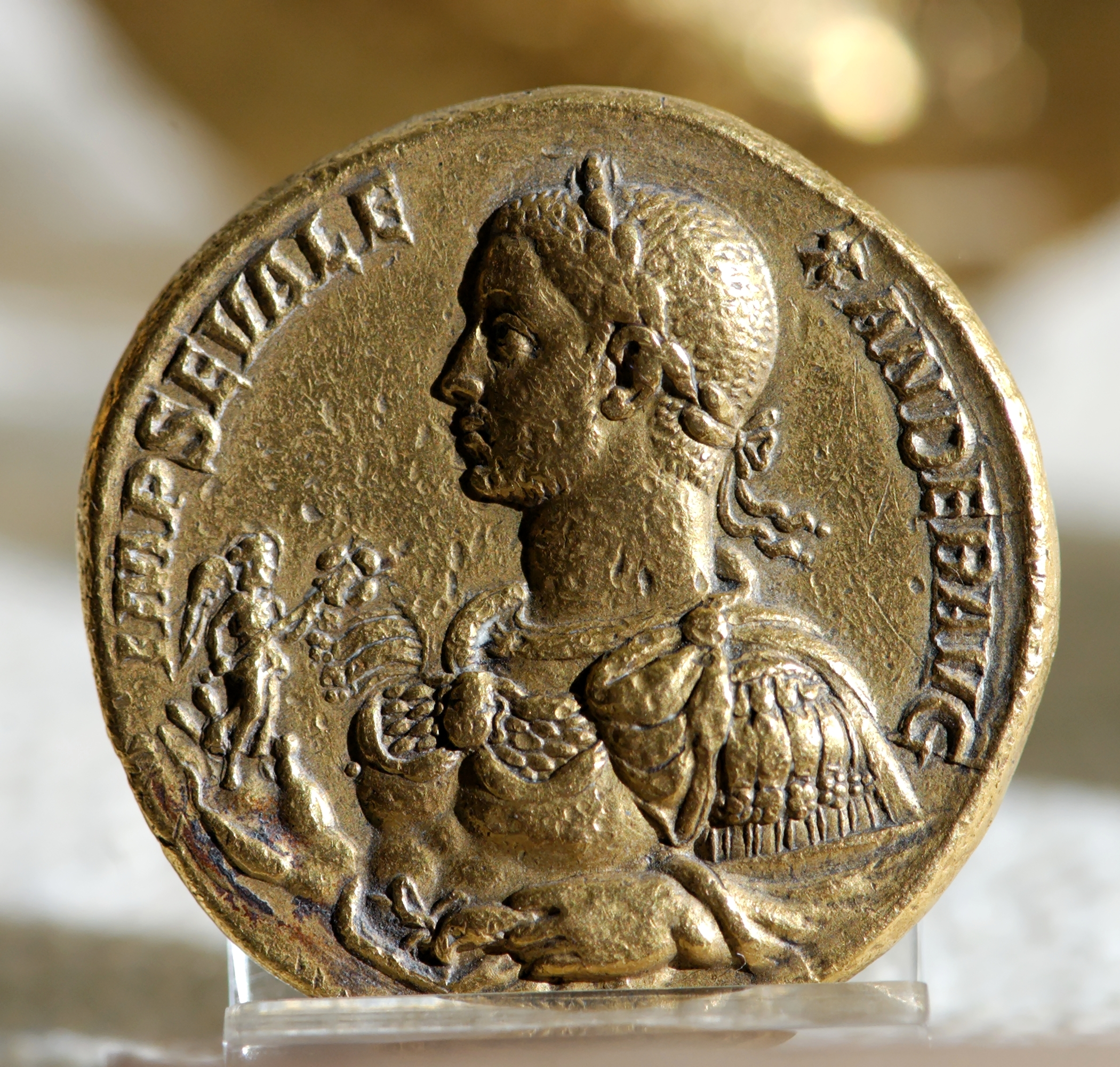
Multiplum (oktonion) Aleksandra Sewera z ok. 230 r. (51,15 g)

Quinio (kwinion) – określenie monety złotej z czasów cesarstwa rzymskiego, mającej wartość 5 aureusów (aurei).
Podobnie jak mniejsze jednostki (binio, ternio i kwaternio), należała do kategorii tzw. multiplów (wielokrotności), pojawiających się liczniej w III w. n.e. wraz z kryzysem finansów państwa i przyspieszoną dewaluacją obiegowego pieniądza. Emitowane w ograniczonej ilości i nie będące w normalnym obiegu, spełniały one rolę monet okolicznościowo-pamiątkowych (komemoratywnych) względnie nagradzających (jako tzw. donatywy). Zazwyczaj przechowywano je z osobistymi precjozami (tezauryzowano), przekazując z pokolenia na pokolenie, czemu należy zawdzięczać na ogół znakomity stan ich zachowania.
Liczne i zróżnicowane multipla pojawiają się zwłaszcza za rządów Filipa I Araba i Filipa II (Młodszego). Jeszcze liczniejsze za Galiena, gdy wypuszczano monety nawet o 10-krotnej i 20-krotnej wartości aureusa. Kwiniony i seniony (sześciokrotne aureusy) znane są z czasów panowania Klaudiusza II Gockiego, Karusa, Karynusa, Numeriana oraz tetrarchów.
Konstantyn Wielki ok. 330 r. zapoczątkował nowy cykl multiplów bitych w srebrze (wciąż trudnych do oszacowania ilościowo), których mniej lub bardziej ciągłe emisje trwały do czasów Honoriusza, a wyjątkowo – aż do Justyniana. Znaczącą większość jednak w tym okresie stanowiły multipla złote.
W dawnej numizmatyce potocznie zwane medalami, multipla nadal często zaliczane są do medalionów, które zasadniczo jednak różnią się od nich brakiem legendy w otoku i oznaczeń menniczych w odcinku (ekserdze).

Złote multipla późnorzymskie
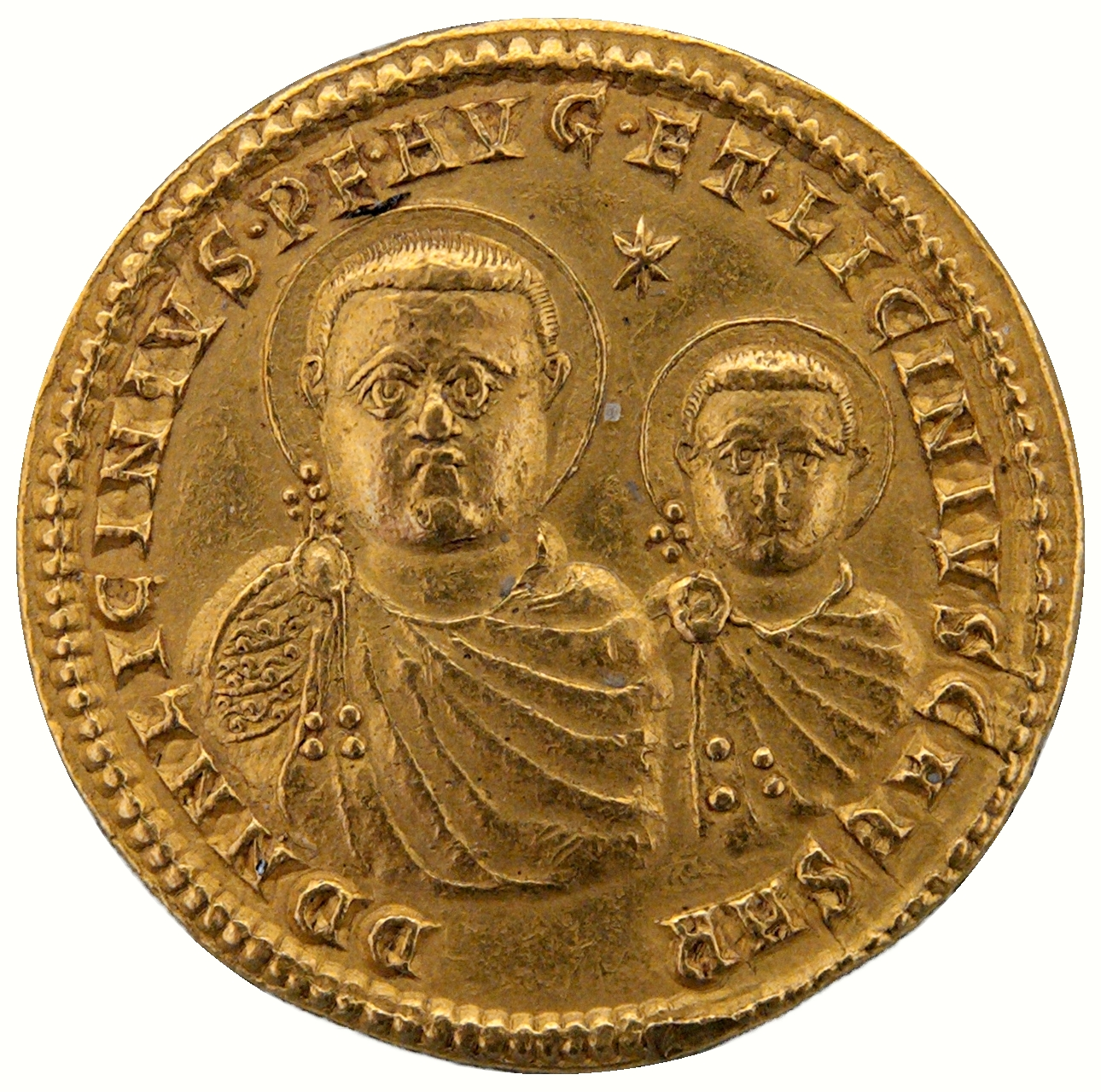
Licyniusz I z synem (21,06 g)
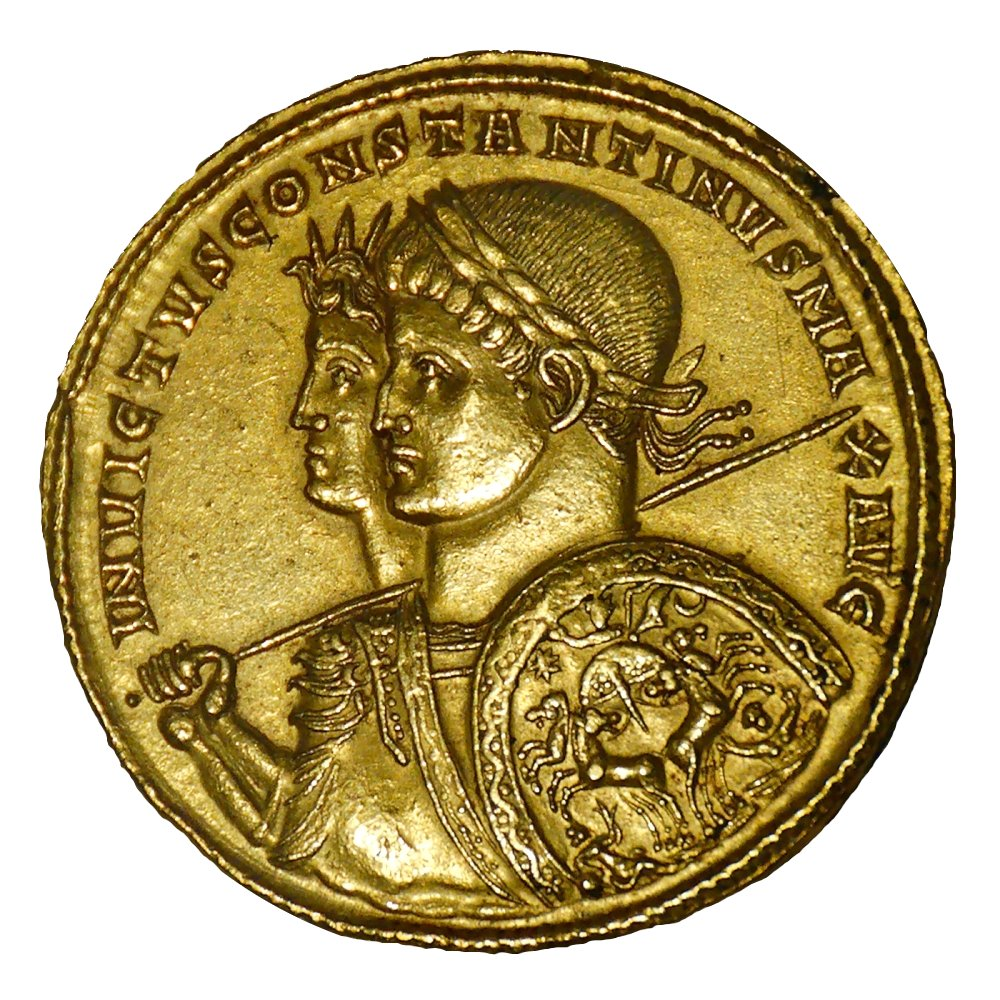
Konstantyn Wielki (39,79 g)
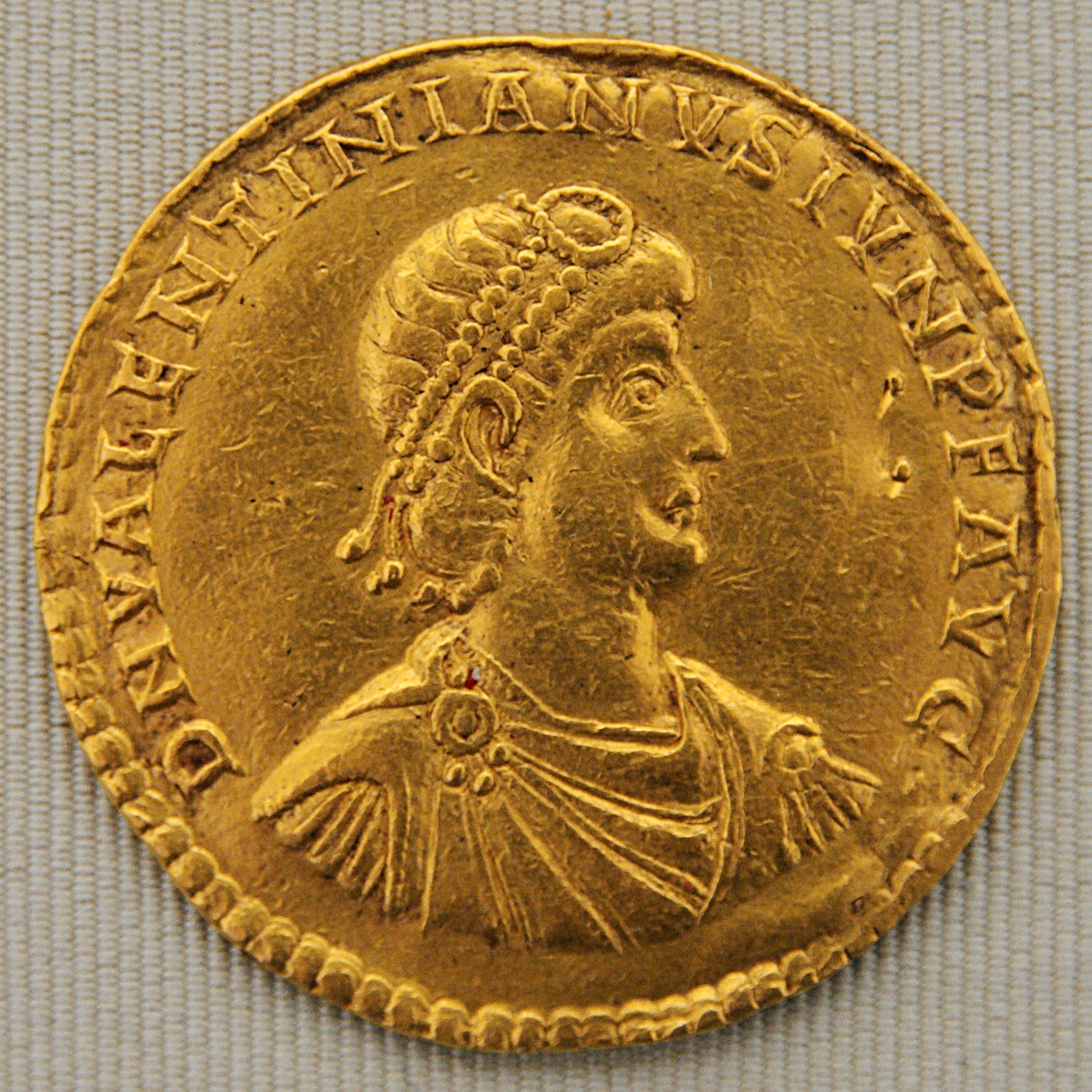
Walentynian II (39,80 g)
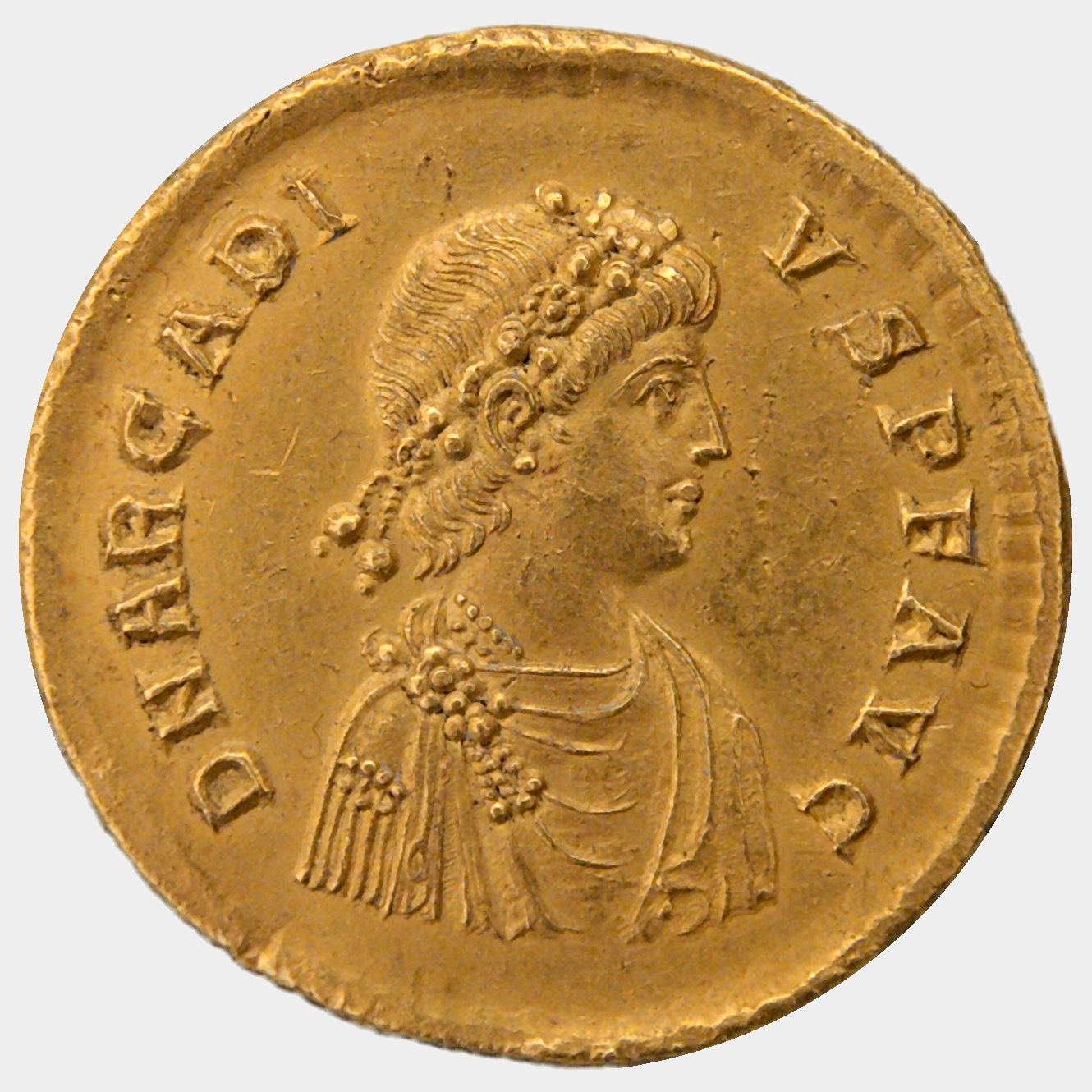
Arkadiusz (20,10 g)

## Literatura
- Xavier Calicó Estivill: The Roman aurei. Catalogue. Barcelona 2003 [aktualna wiedza o aureusach; ang. wersja edycji hiszp. (2002)]
- Jocelyn M.C. Toynbee: Roman medallions. New York 1986 [wznowienie z 1944 r.]
- Francesco Gnecchi: I medaglioni romani (t. 1: Oro ed argento). Milano 1912  [klasyczne dzieło 3-tomowe]